# Siergiej Naumik
Siergiej Konstantinowicz Naumik (ros. Сергей Константинович Наумик; ur. 8 października 1985 w Rider) – kazachski biathlonista. Zadebiutował w biathlonie w rozgrywkach juniorskich w roku 2003.
Starty w Pucharze Świata rozpoczął zawodami w Hochfilzen w roku 2006 zajmując 86. miejsce w sprincie. Jego najlepszy dotychczasowy wynik w Pucharze Świata to 24. miejsce w biegu indywidualnym w Pjongczangu w sezonie 2008/09.
Na Mistrzostwach świata w roku 2007 w Antholz-Anterselva zajął 100. miejsce w biegu indywidualnym. Na Mistrzostwach świata w roku 2008 w Östersund zajął 45. miejsce w biegu indywidualnym, 75 w sprincie oraz 22 w sztafecie. Na Mistrzostwach świata w roku 2009 w Pjongczangu zajął 24. miejsce w biegu indywidualnym, 88 w sprincie oraz 20 w sztafecie.

## Osiągnięcia

### Zimowe igrzyska olimpijskie
| 2014 Soczi/Krasnaja Polana (Rosja) | 75. miejsce (IN), 59. miejsce (SP), 58. miejsce (PU), |

### Mistrzostwa świata
- 2007 Anterselva – 100. (bieg indywidualny)
- 2008 Östersund – 45. (bieg indywidualny), 75. (sprint), 22. (sztafeta)
- 2009 P'yŏngch'ang – 24. (bieg indywidualny), 88. (sprint), 20. (sztafeta)

### Puchar Świata

#### Miejsca w klasyfikacji generalnej
| Sezon     | Miejsce |
| --------- | ------- |
| 2008/2009 | 89.     |
| 2011/2012 | 92.     |